# Mattheus Hooft
Mattheus Hooft (ca. 1250 - na 1301), ook Hovet, was burgemeester van Brugge.

## Levensloop
Mattheus Hooft doorliep een belangrijk curriculum als stadsbestuurder van Brugge, als volgt:
- schepen in 1284, 1288 en 1300;
- vijfmaal burgemeester van schepenen in 1287, 1290, 1292, 1294 en 1295;
- op het einde van zijn loopbaan nog raadslid in 1299 en 1301.

Hij behoorde dus tot het stadsbestuur in de woelige periode van de strijd van leliaards en klauwaards, van de respectievelijke aanhangers van de koning van Frankrijk en die van de graaf van Vlaanderen. Zijn mandaten verkreeg hij pas enkele jaren na de woelige periode van de Moerlemaye.
In 1294 werd hij voogd van Onze-Lieve-Vrouw van de Potterie.
Hij had een zoon, Wouter Hooft, die eveneens actief was in het stadsbestuur en die twee zoons had, Wouter en Mattheus Hooft.

## Bron
- Dirk VANDENAUWEELE, Schepenbank en schepenen te Brugge (1127-1384). Bijdrage tot de studie van een gewone stedelijke rechts- en bestuursinstelling, met lijst van Wetsvernieuwingen van 1211 tot 1357, doctoraatsverhandeling (onuitgegeven), Katholieke Universiteit Leuven, 1977.